# Jakob van Doordt
Jakob van Doordt (også Jacob van der Doordt) (ca. 1590 – 1629) var en maler af hollandsk (flamsk) afstamning. Han blev sandsynligvis født i Hamburg som søn af kobberstikkeren Peter van Doordt.
Han var først og fremmest portrætmaler, selv om der også kendes blomster- og fuglebilleder af ham. I portrætterne er han inspireret af den flamske hofmaler Antonis van Moor, hvis kompositionsskemaer han anvendte. De er præget af omhu med detaljerne og med afdæmpet brug af farver. Han var desuden en anerkendt miniaturemaler, inspireret af engelsk stil, og hans miniature af Christian 4. fra ca. 1606 er den ældste kendte med dansk tilknytning.

## Arbejde og rejser
Jakob havde atelier i Hamburg, men rejste ofte derfra ud til opgaver ved flere hoffer i Nordeuropa. I 1606 var han formentlig i England.
I 1610-11 arbejdede han i Wolfenbüttel i Tyskland hos hertug Henrik Julius, der var gift med Christian 4.'s søster Elisabeth.
Han arbejdede i Danmark i årene 1610-12, 1616, 1623-24 og 1626, hvor han portrætterede Christian 4. og hans familie samt flere danske adelige.
I 1624 var han i England for at arbejde for Jakob 1. af England, til hvem han havde fået anbefalingsskrivelser fra Christian 4. Derefter var han i Gottorp 1627-28.
Gustav 2. Adolf inviterede ham til Stockholm i 1629, hvor han døde samme år.